# Cột Đức Mẹ ở Vyškov
Cột Đức Mẹ ở Vyškov (tên gọi khác: Cột bệnh dịch, tiếng Séc: Mariánský sloup ve Vyškově, Morový sloup) là một trong những tượng đài tôn giáo nổi tiếng về Đức Mẹ, tọa lạc ở quảng trường Masaryk tại thị trấn Vyškov, vùng Nam Moravia, Cộng hòa Séc. Ở trên đỉnh cột đặt một bức tượng phác họa hình ảnh Đức Mẹ Maria, nhằm suy tôn lòng thương xót của Ngài vì đã giúp người dân thị trấn Vyškov vượt qua đại dịch hạch (bùng phát từ nửa cuối thế kỷ 17). Tượng đài này có tên trong danh sách các di tích văn hóa của Cộng hòa Séc.

## Lịch sử
Sau khi trận dịch hạch tàn khốc (kéo dài gần 50 năm) ở thị trấn Vyškov kết thúc, cột Đức Mẹ được xây dựng vào năm 1719. Tác giả công trình này là nhà điêu khắc đến từ Brno - Jan Christian Pröbstl.
Cột được trang trí bằng các bức tượng của bốn vị thánh: Thánh Francis Xavier, Thánh Sebastian, Thánh Charles Borromeo và Thánh Roch thành Montpellier. Hai bên thân phần bệ cột có hai hang động đặt tượng của các vị thánh đang nằm là: Thánh Rosalia và Thánh Paulina của Roma.
Trên quảng trường Masaryk, ở vị trí gần cột Đức Mẹ còn có tượng đài Thánh Florian (từ năm 1754) và tượng đài Thánh Jan Nepomucký (từ năm 1771).

## Hình ảnh

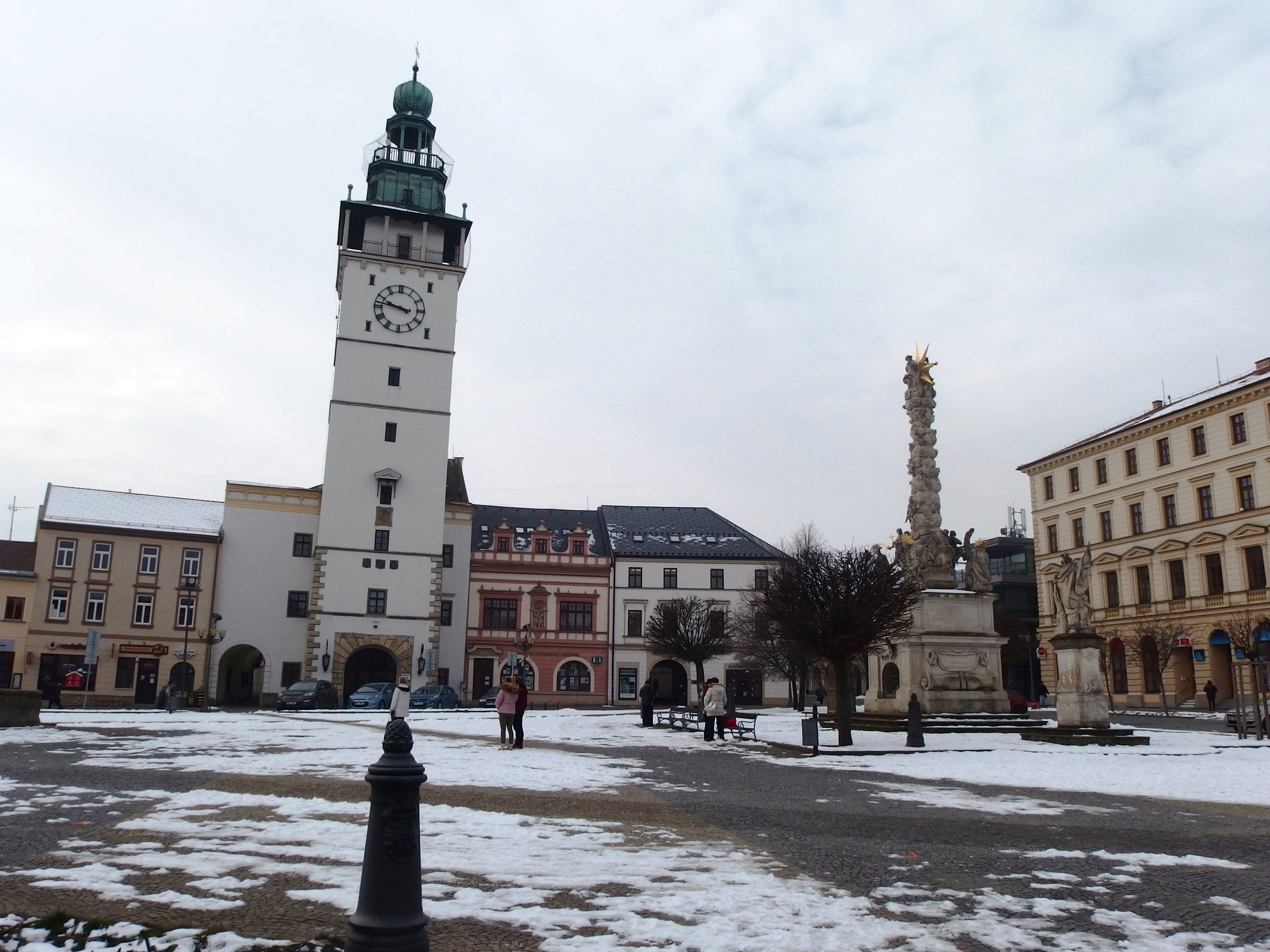
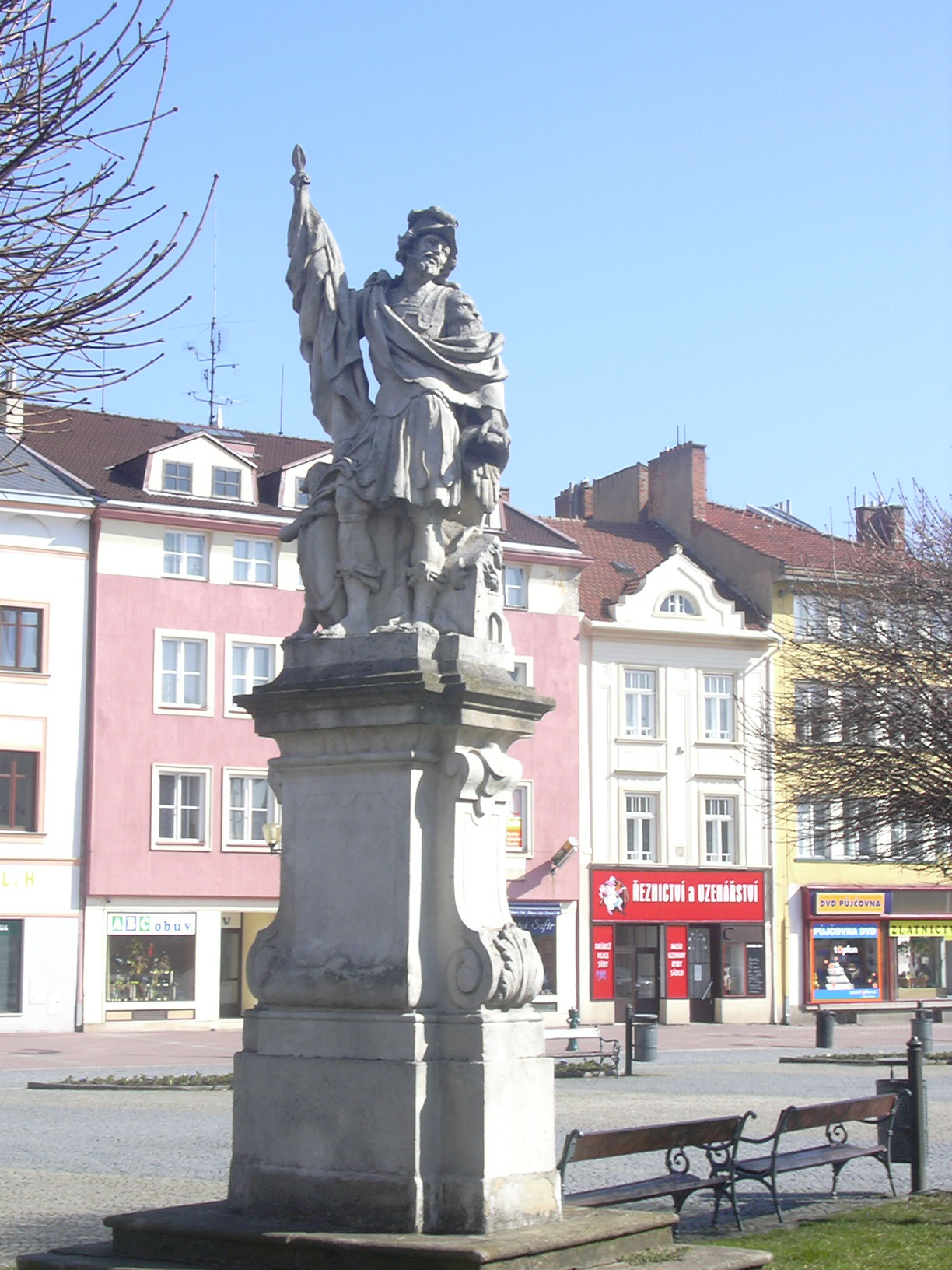
Tượng đài Thánh Florian
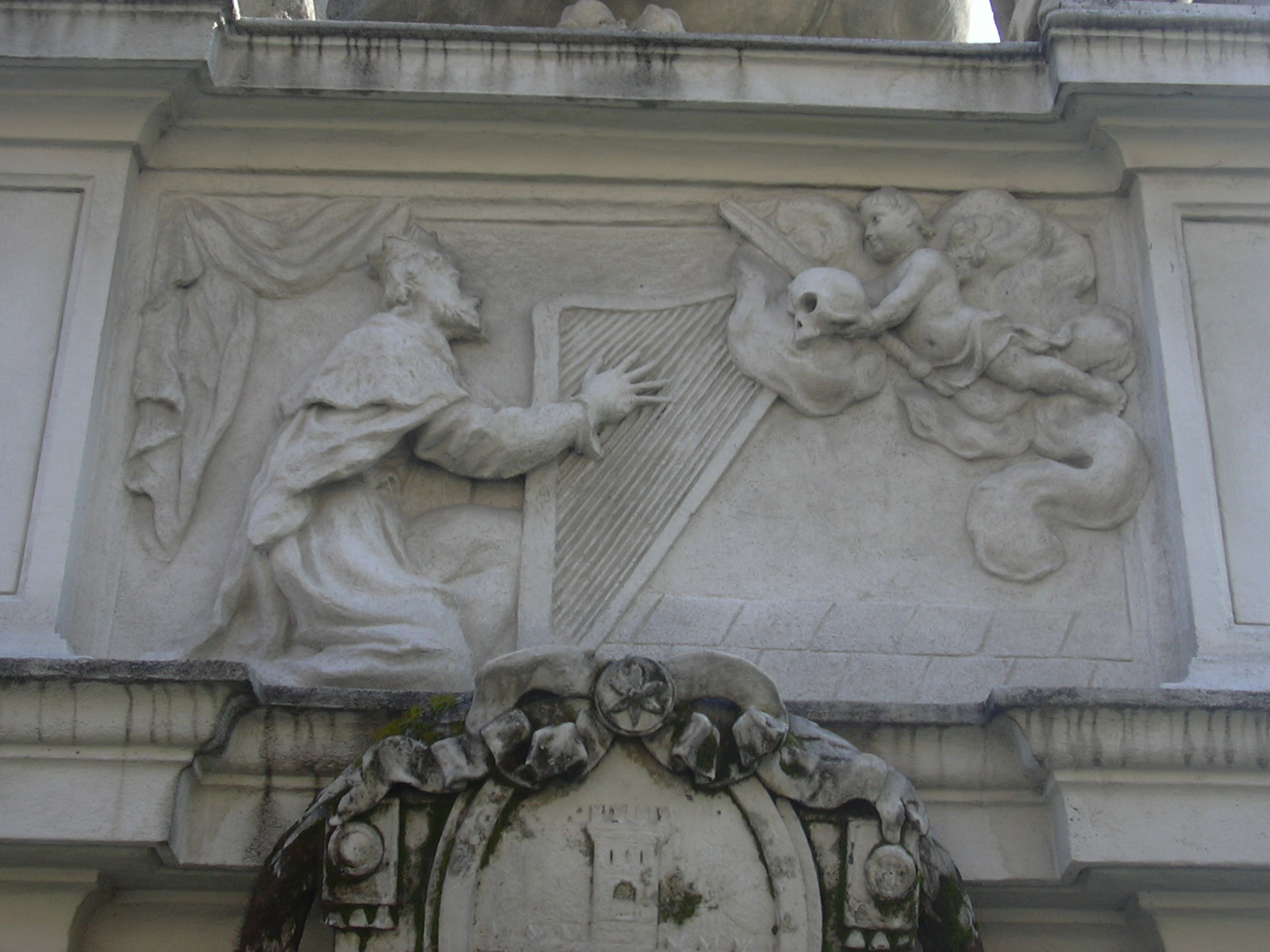